# Спекюлейтор (Нью-Йорк)
Спекюлейтор (англ. Speculator) — селище (англ. village) в США, в окрузі Гамільтон штату Нью-Йорк. Населення — 406 осіб (2020).

## Географія
Спекюлейтор розташований за координатами 43°35′17″ пн. ш. 74°21′31″ зх. д. / 43.58806° пн. ш. 74.35861° зх. д. (43.587995, -74.358706).  За даними Бюро перепису населення США в 2010 році селище мало площу 122,16 км², з яких 115,44 км² — суходіл та 6,72 км² — водойми.

## Демографія
Згідно з переписом 2010 року, у селищі мешкали 324 особи в 149 домогосподарствах у складі 88 родин. Густота населення становила 3 особи/км².  Було 522 помешкання (4/км²).
Расовий склад населення:
| - 95,7 % — білих - 1,9 % — азіатів - 0,9 % — вихідців з тихоокеанських островів - 0,9 % — чорних або афроамериканців - 0,6 % — корінних американців |

До двох чи більше рас належало 0,0 %. Частка іспаномовних становила 0,9 % від усіх жителів.
За віковим діапазоном населення розподілялося таким чином: 12,0 % — особи молодші 18 років, 59,9 % — особи у віці 18—64 років, 28,1 % — особи у віці 65 років та старші. Медіана віку мешканця становила 53,0 року. На 100 осіб жіночої статі у селищі припадало 97,6 чоловіків;  на 100 жінок у віці від 18 років та старших — 97,9 чоловіків також старших 18 років.
Середній дохід на одне домашнє господарство  становив 82 870 доларів США (медіана — 65 833), а середній дохід на одну сім'ю — 93 023 долари (медіана — 70 469). За межею бідності перебувало 11,6 % осіб, у тому числі 0,0 % дітей у віці до 18 років та 2,6 % осіб у віці 65 років та старших.
Цивільне працевлаштоване населення становило 195 осіб. Основні галузі зайнятості: освіта, охорона здоров'я та соціальна допомога — 48,2 %, мистецтво, розваги та відпочинок — 20,5 %, роздрібна торгівля — 14,4 %.